# Пабережский приход
Пабережский приход — церковный приход Четвёртого благочиния Онежского уезда Архангельской губернии (в настоящее время — Оксовское сельское поселение Плесецкого района Архангельской области).
По состоянию на 1896 год приход насчитывал 26 мелких деревень, расположенных на берегах Онеги. В приходе имелось две церкви: деревянная во имя Живоначальной Троицы, построенная в 1724 году, и каменная во имя Святителя и Чудотворца Николая, построенная в 1882 году.